# Прудов, Александр Иванович
Александр Иванович Прудов (31.10.1928-30.10.2006) — российский учёный в области разведения, селекции и технологии содержания молочного скота, член-корреспондент ВАСХНИЛ (1988) и РАСХН (1990).

## Биография
Род. в д. Кузьмино Холмогорского района Архангельской обл. Окончил Вологодский молочный институт (1952) и аспирантуру (1955).
- 1955—1956 старший научный сотрудник ВНИИ механизации сельского хозяйства,
- 1956—1959 зав. кафедрой частной зоотехнии Красноярского СХИ,
- 1959—1971 зав. кафедрой, декан факультета Мордовского государственного университета.
- 1971—1979 заместитель директора по научно работе ВНИИ животноводства (ВИЖ),
- 1979—1988 директор ВНИИ племенного дела,
- 1988—1992 генеральный директор отраслевого научного комплекса по животноводству, племенному делу и биотехнологии — директор ВИЖ,
- 1992—2006 заведующий лабораторией качества молока, с 2002 г. — главный научный сотрудник и руководитель селекцентра по красно-пестрой породе молочного скота ФГБНУ «Всероссийский научно-исследовательский институт племенного дела».

Одновременно в 1980—1999 гг. руководитель селекционного центра по холмогорской породе скота.
Является соавтором новой красно-пестрой породы молочного скота, нового типа холмогорского скота — «центральный» для Центральной зоны России.
Доктор с.-х. наук (1970), профессор (1974), член-корреспондент ВАСХНИЛ (1988) и РАСХН (1990). Академик Нью-Йоркской академии наук (1998).
Заслуженный деятель науки РФ (2003). Награждён медалью «За доблестный труд в Великой Отечественной войне 1941—1945 гг.», 7 золотыми и серебряными медалями ВДНХ.
Автор более 200 научных трудов, в том числе 7 монографий. 

### Публикации
- Палево-пестрый скот Мордовии. — Саранск: Морд. кн. изд-во, 1963. — 112 с.
- Симментальский скот Мордовии. — Саранск: Морд. кн. изд-во, 1970. — 234 с.
- Оценка и отбор коров для молочных ферм и комплексов / соавт. А. И. Бальцанов. — Саранск: Морд. кн. изд-во, 1978. — 102 с.
- Использование голштинской породы для интенсификации селекции молочного скота / соавт. И. М. Дунин. — М.: Нива России, 1992. — 191 с.
- Выведение красно-пестрой породы молочного скота / соавт. А. И. Бальцанов; РАСХН. — М.: Колос, 1994. — 191 с.
- Скотоводство Мордовии / соавт.: Н. В. Дугушкин, А. П. Вельматов. — Б.м., 1999. — 342 с.